# 12-та бригада УГА
12-та бригада — військове формування у складі 4-го корпусу Української Галицької армії. 
Командир — отаман Омелян Лесняк.

## Відомості
Створена в травні—червні 1919 р. з тилових армійських частин і новобранців Чортківської військової округи. Не була укомплектована за повним штатним розписом.
Під час Чортківської офензиви наступала у складі 2-го корпусу в напрямку на Бережани.
Розформована після переходу УГА за Збруч.